# Philodendron surinamense

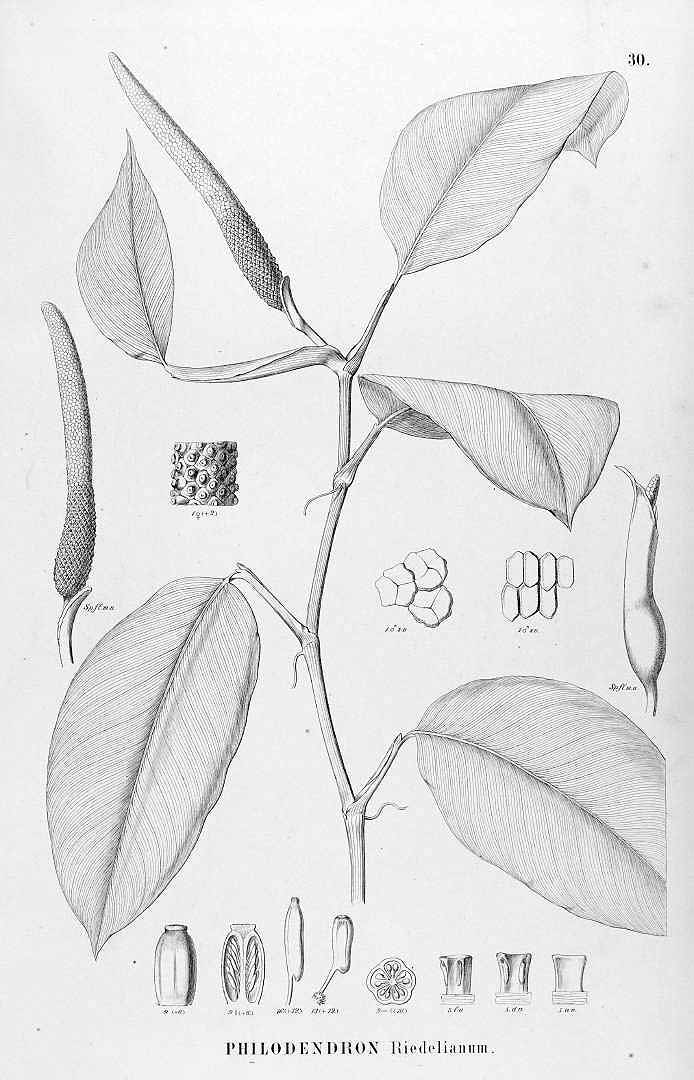
Botanische tekening

Philodendron surinamense is een groenblijvende plant uit de aronskelkfamilie. Hij groeit onder meer in Suriname en werd daar voor het eerst beschreven in 1879.

## Beschrijving
De Philodendron groeit in regenwouden als klimplant en epifyt. De steel van de plant is buigzaam en draagt internodiën om de 5-6 cm. De bladeren zijn elliptisch met een spitse punt. De vrouwelijke vrucht is zwaardvormig ("spatha") en vormt cilindrische besjes.

## Verbreiding
In het wild kan Philodendron surinamense buiten Suriname gevonden worden in het noordelijke gedeelte van Brazilië, Frans-Guiana, Brits-Guiana, Peru en Ecuador.

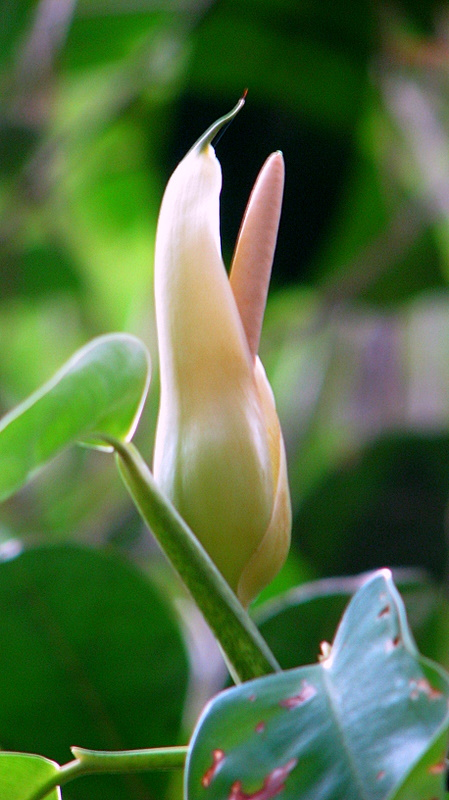
Bloesem
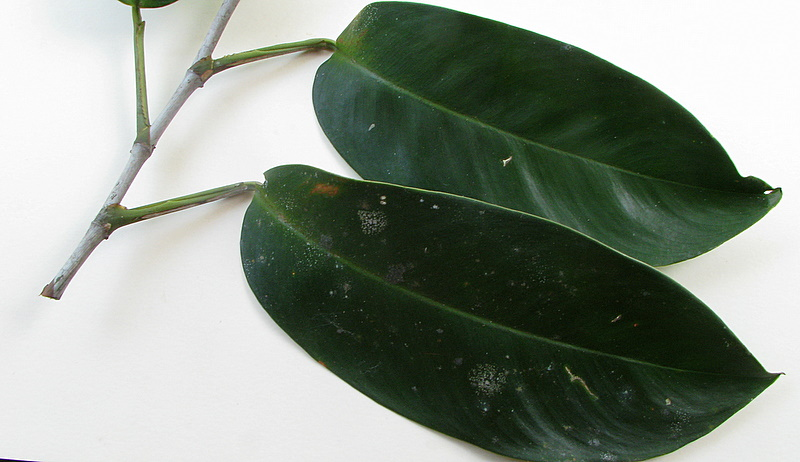
Bladeren